# کالج بریزنوز، آکسفورد
کالج بریزنوز، آکسفورد (انگلیسی: Brasenose College, Oxford)، یکی از کالج‌های تشکیل‌دهنده دانشگاه آکسفورد در انگلستان است. این کالج در در سال ۱۵۰۹ میلادی تأسیس شده‌است و متشکل از کتابخانه و یک کلیسای کوچک است. در یک بررسی اخیر، ۹۸ درصد دانشجویان مقطع کارشناسی نسبت به کالج رضایت داشته‌اند. در سال‌های اخیر، حدود ۸۰ درصد از دانشجویان بریتانیایی مقطع کارشناسی کالج از مدارس دولتی بوده‌اند. بریزنوز، خانه یکی از قدیمی‌ترین باشگاه‌های قایقرانی در جهان نیز هست.

## ایجاد

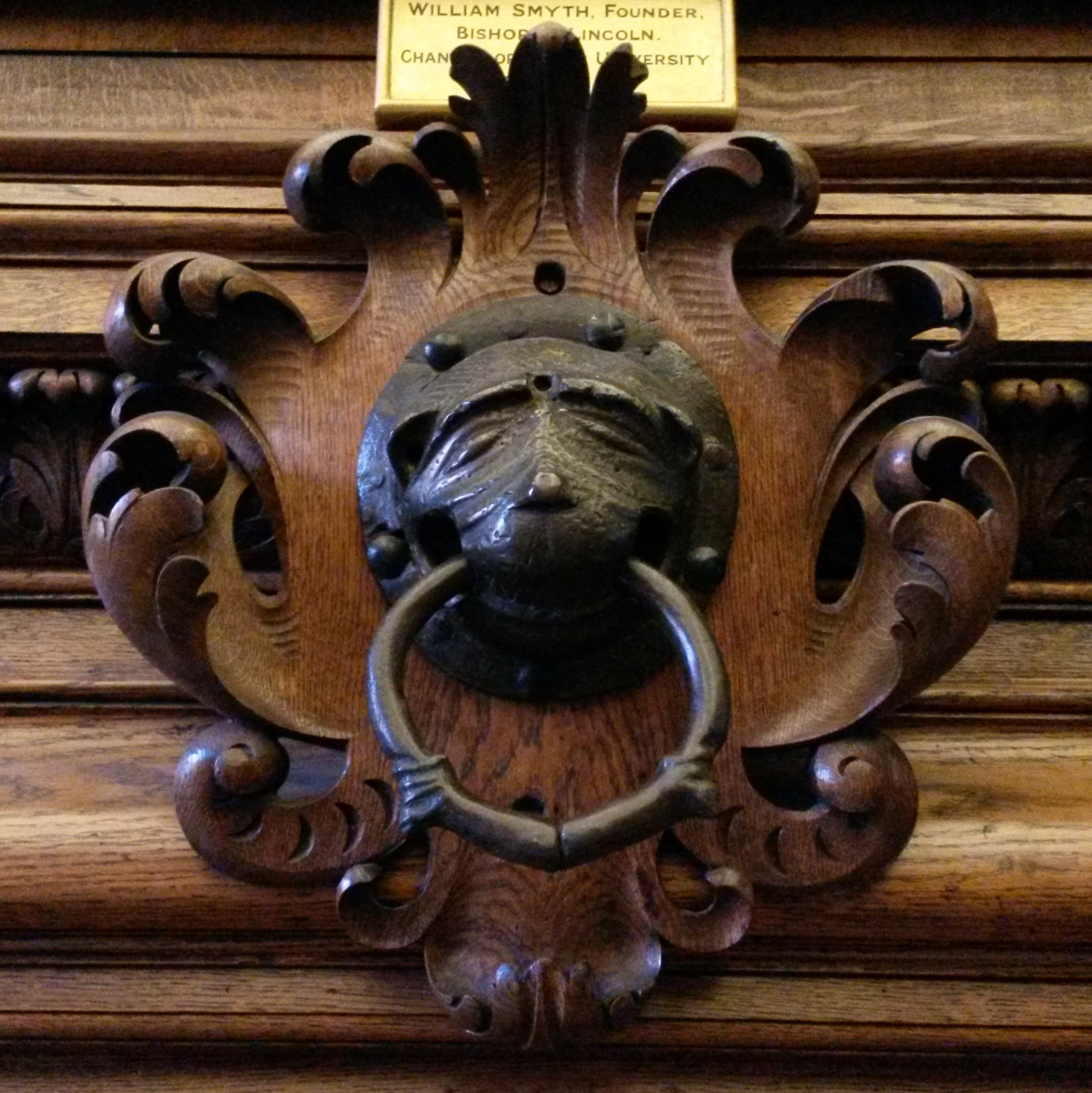
کوبنده اصلی در، اکنون در سالن غذاخوری کالج آویزان است. (یک نسخه دیگر آن در مدرسه استمفورد است)

بنای کالج به سال ۱۵۰۹ میلادی برمی‌گردد. در این زمان کالج در محل یک سالن آکادمیک قرون وسطایی که نام آن برای اولین بار در سال ۱۲۷۹ میلادی ذکر شده، تأسیس شد. اعتقاد بر این است که نام آن برگرفته از نام یک درکوب برنجی یا برنزی است که درب تالار را تزئین می‌کرد. این کالج با لنکاوی و چشایر، خاستگاه دو بنیانگذار آن - سر ریچارد ساتون و اسقف لینکلن، ویلیام اسمیت - مرتبط بود، پیوندی که تا نیمه دوم قرن بیستم به شدت حفظ شد. اکثر منتسبین به بریزنوز در طول جنگ داخلی انگلستان از سلطنت طلب‌ها حمایت می‌کردند اگرچه ژنرال‌ها و روحانیون متعددی در هر دو طرف درگیر به بریزنوز منسوب بودند. کتابخانه و کلیسای کوچک کالج نیز در اواسط قرن هفدهم تکمیل شد.

## دوران معاصر
کالج بریزنوز در دهه ۱۹۷۰ میلادی شاهد تغییرات اجتماعی قابل توجهی بود، تعداد شرکت‌کنندگان بیشتری در مقطع کارشناسی ارشد وارد شدند و تعداد کارکنان داخلی کمتر شدند. در سال ۱۹۷۴، کالج بریزنوز یکی از اولین کالج‌های مردانه بود که زنان را به عنوان اعضای کامل پذیرفت و به ۴۷۰ سال فعالیت کالج به عنوان یک مؤسسه مردانه پایان داد. کالج‌های دیگری که قبلاً کاملاً مردانه بودند نیز در سال ۱۹۷۴ پذیرش زنان را آغاز کردند. اولین عضو زن هیئت مدیره کالج، وکیل مری استوکس، در می ۱۹۸۱ انتخاب شد و در اکتبر ۱۹۸۲ کار خود را آغاز کرد. همچنین ساخت و ساز قابل توجهی انجام شد تا اطمینان حاصل شود که دانشجویان می‌توانند برای تمام دوره تحصیلی خود در پردیس اصلی کالج بریزنوز اسکان داده شوند؛ این هدف سرانجام در سال ۱۹۹۷ با افتتاح ساختمان سنت کراس محقق شد. حقوق همچنان یک رشته تحصیلی مهم برای کالج بریزنوز است، همان‌طور که موضوعات نوظهور مانند سیاست، فلسفه و اقتصاد مهم هستند.

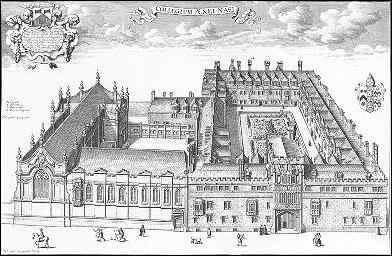
تصویری از کالج در سال۱۶۷۴

## افراد مرتبط با کالج
دانشجویان برجسته سابق کالج شامل سیاستمداران، دانشمندان، نویسندگان، هنرمندان و دانشگاهیان بوده‌اند از جمله شناخته شده‌ترین فارغ‌التحصیلان زنده می‌توان به دیوید کامرون، نخست‌وزیر سابق بریتانیا، مالکوم ترنبول، نخست‌وزیر سابق استرالیا، مارک ویلیامز، بازیگر/کمدین، مایکل پیلین، بازیگر/کمدین، جسی برتون، نویسنده کتاب مینیاتوریست، دانکن کمپبل، روزنامه‌نگار و یکی از بنیانگذاران مؤسسه خیریه استون وال، دومینیک بارتون، مدیرعامل سابق مکینزی اند کامپنی و سفیر کانادا در چین، دیوید لنگفورد، نویسنده، بروس کنت، فعال در کمپین خلع سلاح هسته ای، جان مایکل کوسترلیتز، برنده جایزه نوبل فیزیک در سال ۲۰۱۶، کتی آلن، رئیس سازمان عفو بین‌الملل، جورج مونبیوت، فعال محیط زیست و سیاسی، هنری ادینگتون، نخست‌وزیر بریتانیا، الیاس اشمول، مؤسس موزه اشمولین، جان بوکان، نویسنده کتاب سی و نه قدم، جان کلاول، نویسنده، کالین کادری، آزماینده بریتانیایی، ویلیام وب الیس، مخترع راگبی، جان فاکس، نویسنده، ویلیام گلدینگ، برنده جایزه نوبل ادبیات، جان گورتون، نخست‌وزیر استرالیا، ویلیام رابرت گروو رابرت رانسی، اسقف اعظم کانتربری و توماس تراهرن، شاعر و متکلم.

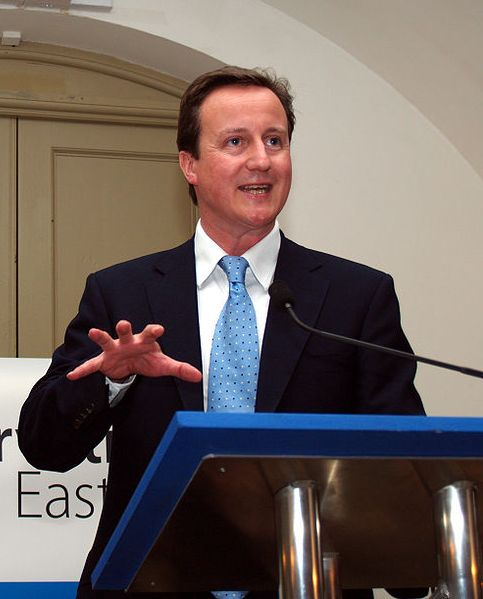
دیوید کامرون